# トーマス・ウェントワース・ヒギンソン
トーマス・ウェントワース・ヒギンソン（Thomas Wentworth Higginson、1823年12月22日 - 1911年5月9日）は、アメリカのユニテリアン主義の聖職者、作家、奴隷制廃止論者であり、軍人。1840年代から1850年代に奴隷制廃止運動に身を投じ、戦闘的な奴隷制廃止論者と自認していた。秘密六人委員会の会員であり、ジョン・ブラウンを支持。南北戦争中の1862年から1864年まで、最初に黒人部隊として認可された第一サウスカロライナ義勇隊大佐として出征。戦後は残りの人生を解放奴隷や女性、公民権のない人々の権利のための闘いに捧げた。

## 若年期と教育
トーマスは、1823年12月22日、マサチューセッツ州ケンブリッジで出生した。マサチューセッツ湾植民地へ移民したビューリタンの聖職者であるフランシス・ヒギンソンの子孫である。父であるスティーヴン・ヒギンソン（1770年11月20日、マサチューセッツ州セイラム生まれ、1834年2月20日同州ケンブリッジにて死去）は、ボストンの商人であり慈善事業家、1818年から1834年までハーバード大学で幹事を勤めた。祖父もスティーヴン・ヒギンスという名であり、大陸会議のメンバーであった。遠縁にはボストン交響楽団創設者であるヘンリー・リー・ヒギンソンがいた。 5代前には、ニューハンプシャー州副総督ジョン・ウェントワースがいる。

### 教育と奴隷制廃止運動
トーマスは13歳でハーバード・カレッジに入学、16の時にファイ・ベータ・カッパのメンバーに選ばれた。 1841年に卒業後、2年間教師を勤め、その間の1842年にメアリ・エリザベス・チャニングと婚約した。
ハーバード大学神学大学院では神学を学んだが、1年目が終わる頃には奴隷制廃止運動に注力するためとして出席しなくなっている。翌年には、勃発が予想されていたメキシコとの戦争に反対する運動をしていた先験主義的ユニテリアン主義の聖職者セオドア・パーカーの薫陶を受けた。戦争は奴隷制と奴隷労働を拡大する口実にしかならないと信じ、反戦詩を書いたり、戦争反対の請願署名を乞うて家々を回ったりした。1840年代に反奴隷制運動が分裂すると、トーマスは分離主義的奴隷制廃止運動に賛同した。これは、連邦に奴隷州が残る限り、奴隷制を支持している憲法が改正されることはないと考えることを前提とした運動である。

### 結婚と家族
神学大学院卒業後の1847年、トーマスはメアリ・チャニングと結婚した。メアリは、産科・婦人科医学の草分けでハーバード大学でも教鞭を執っていたウォルター・チャニング医師の娘であり、ユニテリアン主義の聖職者ウィリアム・エラリー・チャニングの姪であり、ヘンリー・デイヴィッド・ソローの友人であった詩人ウィリアム・エラリー・チャニングの妹であった。メアリとの間には実子はいなかったが、エレン・フラーとエラリー・チャニングの長女マーガレット・フラー・チャニングを育てた。エレンは、先験主義者でありフェミニズム作家マーガレット・フラーの妹である。 メアリは1877年に亡くなるが、その2年後、トーマスはメアリ・ポッター・サッチャーと再婚した。彼女との間には2人の娘を授かり、そのうち1人が成人を迎えることができた。 トーマスは、ハリエット・ヒギンソンの縁者でもあるが、イリノイ州ウッドデイルにある彼女の邸宅は建築家バートランド・ゴールドバーグが1934年に請け負った最初の仕事として有名である。

## 職務経歴

### 聖職者
大学院に出席しなくなってから1年後、トーマスは、奴隷制廃止運動への情熱が高まったためにかえって神学の勉強を再開する気になり、1847年に卒業にこぎつけ、自由主義的信仰で知られるユニテリアン主義の教会の一つ、マサチューセッツ州ニューベリーポートの第一宗教協会教会・教区会館の牧師に就任した。 彼はエセックス郡反奴隷制協会を支持し、ニューベリーポートの綿糸工場での労働者の悪待遇を批判した。加えて、セオドア・パカーや逃亡奴隷ウィリアム・ウェルズ・ブラウンを招いて講演させ、自らの説教において奴隷制に対する北部の無関心ぶりを弾劾した。ニューベリーポート文化会館の理事として理事会の多数派の意見に反対してラルフ・ワルド・エマーソンに演説させた。 教会の会衆にとって急進的でありすぎた彼は、1848年、その地位を追われることになった。

### 政治と戦闘的奴隷制廃止運動

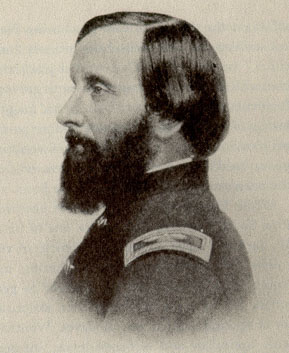
南北戦争の頃のトーマス・ウェントワース・ヒギンソン

1850年協定が成立したことで、トーマスは新たな目標と野心を抱くようになった。1850年、結果としては落選したものの、自由土地党の公認でマサチューセッツ州第3選挙区から下院議員に立候補した。トーマスは、市民に対して神の法を仰ぎ、逃亡奴隷法には従わないように訴えた。彼は逃亡奴隷を追跡と捕縛から匿うことを目的としたボストン自警団にも参加していた。 参加のきっかけは、シャドラッチとして知られていた自由人たる黒人フレデリック・ジェンキンズの逮捕と公判であった。奴隷制廃止運動家らは、彼がカナダに亡命するのを助けた。ウェンデル・フィリップスとセオドア・パーカーも、ボストンに逃亡してきたジョージア州の奴隷であったトーマス・シムズを開放する目的を持って、これに参加していた。1854年、アンソニー・バーンズが逃亡奴隷法によって引き渡しの危機にさらされたとき、トーマスは、棍棒、手斧、包丁、拳銃で武装した数人の集団を率いてボストンの連邦裁判所庁舎を襲撃した。 しかし、バーンズの送還を阻止することはできなかった。その際、トーマスは顎をサーベルで斬りつけられている。後に、彼はその傷跡を誇らしく思うと書いている。
1852年、トーマスはウースターの自由教会牧師に就任した。在職中、彼は奴隷制廃止論だけでなく、禁酒、労働者や女性の権利擁護も支持した。
原因不明の病気にかかっていた妻の療養のための欧州旅行から帰国すると、カンザス・ネブラスカ法が議会を通過してから緊張が高まっていたため、トーマスは平和的手段に出ようとして、ニューイングランド移民支援社のための組織を結成した。同法は、適用地域をカンザスとネブラスカの両区域に分け、それぞれの住民が個別にそれぞれの地域内で奴隷制を許容するかどうかについて住民投票を行うものとされた。奴隷制廃止論者、奴隷制支持論者のそれぞれが両地域へと移民を始めた。トーマスも帰国してから、ニューイングランド諸州で演説や募金、マサチューセッツ州でのカンザス支援委員会の組織づくりなどの活動を続けた。彼はカンザス支援全国委員会のエージェントとしてカンザスに戻り、士気の鼓舞と移住者への生活物資供給の任に当たった。奴隷制廃止は平和的手段で達成することはできないと彼は確信した。
派閥争いが激化してきたが、トーマスは分離主義的奴隷制廃止運動への支持を続け、1857年にはウースター分離主義協議会を結成した。この協議会は、たとえ内戦を招いても奴隷制廃止を第一の目標とすべきだと主張した。トーマスはジョン・ブラウンの熱烈な支持者であり、ウェストバージニア州ハーパーズ・フェリー (ウェストバージニア州)で企図された奴隷反乱に必要な資金と物資をブラウンが確保するのを助けた奴隷制廃止論者のグループ「秘密六人委員会」のメンバーとしても記憶されている。ブラウンが逮捕されたとき、トーマスは裁判のための資金集めに奔走し、脱獄を手助けする計画まで立てたが、結局は成功しなかった。秘密六人委員会の他のメンバーはカナダに逃亡したか、ブラウンに続いて逮捕された。トーマスも関与していたことは周知の事実であったにもかかわらず、自身は逮捕もされず、証人喚問もされなかった。

### 女性の権利運動
トーマスは、南北戦争前の10年ほどの間、女性の権利運動を擁護する男性側の指導者の一人であった。1853年に開催されたマサチューセッツ州憲法会議において、彼は、新憲法を承認する投票に女性の参加を認めるべきだとする請願を支持する演説を行った。このときの演説が『女性とその願い』として出版されると、1859年に彼がアトランティック・マンスリー誌に寄稿した論文「女性は文字を学ぶべきか」同様、女性の権利運動のパンフレットとして長年用いられた。
女性の権利運動の指導者であるルーシー・ストーンがヘンリー・B・ブラックウェルと1855年に結婚した際、彼女の親友としてトーマスは結婚式の司会を引き受けた上、不公平な婚姻法に対する抗議文書として有名になった「婚姻に際しての抗議」の文責者としてこれをマスコミに送り付けた。 男女間の収入格差や全国的運動の最初の7年間の成果をまとめた『女性の権利年鑑1858年版』の編集・出版もストーンと共同で行った。 また、同じ1858年に『民主主義の徹底：女性に選挙権を――25人の著名人の証言』と題して、ウェンデル・フィリップス、ヘンリー・ウォード・ビーチャー、ウィリアム・ヘンリー・チャニング、ホレス・グリーリー、ゲリット・スミスほか、知事、国会議員らの女性参政権を支持する演説や論説、国会報告の抜粋をまとめた本を編集・出版している。 1853年または1854年以降、1858年に州代表が大幅に減らされたときまで、彼は女性の権利全国中央委員会の委員の地位にあった9人の活動家の一人であった。
南北戦争後、トーマスは1868年にニューイングランド女性参政権協会を、翌年にはアメリカ女性参政権協会を組織した。1870年に創刊された参政権を取り扱った新聞「女性ジャーナル」では当初から編集者をつとめ、14年間にわたって1面コラムを寄稿した。1880年から1882年の2年間、マサチューセッツ州議会議員にもなり、女性参政権運動と立法府をつなぐ重要な役割を果たした。

### 南北戦争
南北戦争において、トーマスは1862年11月から1864年10月に前年8月に受けた戦傷がもとで退任するまで第51マサチューセッツ志願歩兵連隊の大尉を務めた。また、北軍で最初に認可され就役した解放奴隷によって編成された連隊であるサウスカロライナ第一志願連隊の大佐_(アメリカ合衆国)にも就任した。陸軍長官エドウィン・スタントンが、黒人の連隊であっても白人の士官が指揮するように命じたからである。トーマスは、自分の南北戦争での経験を『黒人連隊での軍人生活』（1870年）に記している。 彼は連隊のキャンプファイヤーで聞こえた黒人霊歌をその俗語での歌詞と曲を書き留めて保存に貢献もした。歴史家ジェームズ・M・マックファーソンは、著書『剣によって描かれたスケッチ』（Drawn by the Sword）において、北軍軍人としてのトーマスの勤務態度は、同時代の他の人々が持っていた「強烈な人種的偏見」を彼が持ち合わせなかったことをいくぶんか示すものだと論じている。

### 宗教活動
南北戦争後、トーマスは自由宗教協会（FRA）での活動に参加し、1870年に『諸宗教の共感』と題した講演を行った。この講演録は後に出版、頒布された。その要旨は、本質的な真実を説くことと善行を勧めることは、あらゆる宗教の同じくするところであり、諸宗教の間の違いは実のところ表面的なものにすぎないというものである。「（それぞれの宗教は）進歩すればするほど、似通ったものになっていくのです。迷信と罪から抜け出るドアを私たちはキリスト教と呼んでいるのでしょうが、それは歴史的名称にすぎず、発祥の地が成した偶然なのです。他の国の人々は、他の出口を見出すでしょうし、彼ら自身のドアから抜け出すのです。」 彼は、「私たちは自分たちの主張することほど大したものでしょうか。福音主義者に対してとムスリムに対してとで同じくらい寛容になれるでしょうか」と問い、FRAが打ち出すリベラルの原則を受け入れない人々に対しても寛容であることを求めた。彼自身の福音主義的プロテスタントとの関係は緊張をはらんだものであったが、宗教的な主義主張を排除することを組織にとって根本的な危険と見ていた。 トーマスは1893年に開催された万国宗教会議において講演し、世界の諸宗教の相互理解において成し遂げられた偉大な進歩を賞賛、この会議がFRAの大望の絶頂であるとした。

### 晩年と死

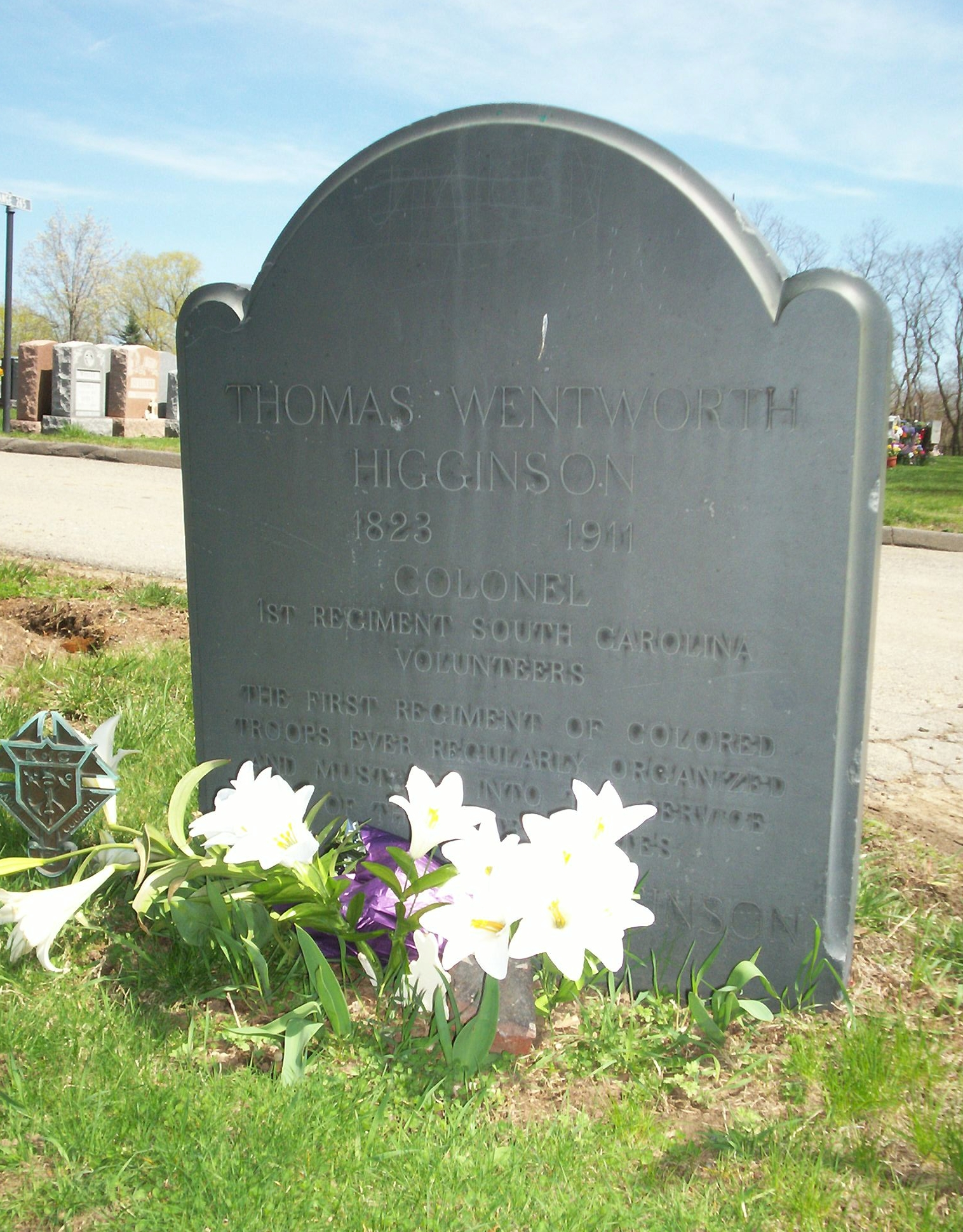
トーマス・ウェントワース・ヒギンソンの墓

南北戦争後、彼は多くの時間を執筆活動に費やした。 その作品では、自然、芸術、人道に対する深い愛情が示されている。『女性に関する常識』（Common Sense About Women, 1881年）と『女と男』（Women and Men, 1888年）においては、両性の機会と権利の平等を訴えた。
1874年、トーマスはアメリカ史協会の会員に選ばれている。
1891年には、ロシアの自由の友アメリカ協会（SAFRF）の共同設立者に名を連ねた。その後の1907年、同協会の副会長になっている。
1905年、彼はジャック・ロンドン、アプトン・シンクレアとともにインターカレッジ社会主義者協会の設立に加わった。 また、2度目の挑戦でマサチューセッツ・マガジンの編集顧問に就任した。
トーマスは1911年5月9日に亡くなった。死亡記録ではマサチューセッツ州ケンブリッジのマウント・オーバーン墓地に埋葬されたことになっているが、実際に埋葬されたのは、リバービュー、ローン、プロスペクトの3通路の交差点にあるケンブリッジ墓地である。

## 信条
奴隷制の悪に対するトーマスの強い反感には母からの影響もある。迫害にもめげず価値ある道理を追求した勇気ある奴隷制廃止論者を彼は大いに賞賛した。ウィリアム・ロイド・ガリソンとリディア・マリア・チャイルドの論考は、1840年代のトーマスの奴隷制廃止運動への執心に特に影響を与えた。

### ホメオパシー
トーマスはホメオパシーの熱烈な信奉者であった。1863年に彼はメアリ・チャニング・ヒギンソンにこう書き送っている。「ホメオパシー内科医のローラ・トーン女史もまた、最高の教師であり、おそらくこの世界では最もエネルギッシュな人で、健康は万全、能力は抜群という人です。私のために他の誰よりもよくやってくれていると思っています。ホメオパシーとして精力剤に代えてヒ素を処方され、これを毎日起床時に1包服用していますが、（3包で）すでに効き目が出ていると思います。」

### 政治的見解
彼は共和党から独立党、そして民主党へと支持を順に変えていった。若い時にはブルック・ファームとフーリエ主義に関心があったとも述懐している。

## エミリー・ディキンソンとの交流

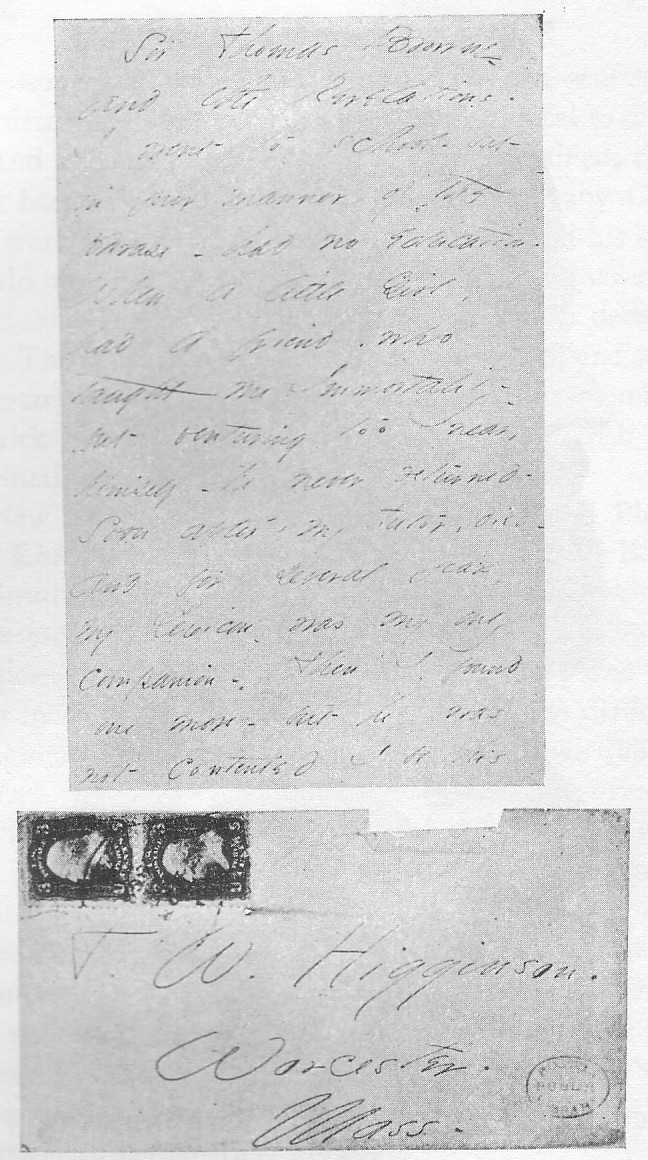
エミリー・ディキンソンがトーマスに宛てた手紙

トーマスは、エミリー・ディキンソンの文通相手であり、文学的に影響を与えた者として記憶されている。
1862年4月、トーマスは、『若き寄稿者への手紙』と題した一文を「アトランティック・マンスリー」に寄せて、実力を付けつつある若い作家たちにステップアップのための助言をしている。マサチューセッツ州アマースト出身、当時32歳のエミリー・ディキンソンは、トーマスに手紙を書き、「私の詩が命のあるものか判断していただくお時間はないでしょうか」（Letter 261）として4編の詩を同封した。彼は返事を出し、ディキンソンの未熟で風変わりな詩に丁寧に「手術」（つまり批評）を施し、ディキンソンの個人的・文学的背景を問い、さらなる詩作を求めた。
トーマスの次の手紙には賞賛が込められており、ディキンソンをして、私が「そのお手紙に酔いしれることがなかった」のは「前もってラム酒をあおっていたからではありませんでした」との返事を書かせたほどだった。一方で、「先生のご意見ほど深い喜びを私は持ち合わせておりません。もし、私が感謝を申し上げようとすれば、私は涙でうまく言葉が紡げなくなります」とも書いている（Letter 265）。もっとも、トーマスは同じ手紙の中で、彼女が自作の詩を発表するにあたっては、その技法と様式が伝統から外れていることを警告している。
トーマスは、ディキンソンをほとんど自分の手には負えないと思いつつも、徐々に彼女の指南役であり「手本」になっていった。「蜜蜂がいたずら小僧の手を逃れるようには、私は彼女から逃れることができなかった。今だって、私は少年のように戸惑って立ちすくむ」と彼は書いている（『エミリー・ディキンソン書簡』、「アトランティック・マンスリー」1891年10月号所収）。ディキンソンの死後、彼はメイベル・ルーミス・トッドと共同で伝統的な句読法、語法、韻律に合うように編集を加えて彼女の詩集を出版している。トーマスとディキンソンの交流の経緯をまとめた『White Heat』（2008年・Knopf社刊）において、著者ブレンダ・ワインアップルは、トーマスが歴史家らが思っているような文学的な編集者であるよりは、感性的なそれであったとしている。いずれにしても、ディキンソンの変化と驚きに富んだ奇妙な詩が支持を集めたのは、トーマスの卓越した知性があったがゆえである。

## 主な著作
- Outdoor Papers (1863年)
- Malbone: an Oldport Romance (1869年)
- Army Life in a Black Regiment (1870年)[3]
- Atlantic Essays (1871年)
- Oldport Days (1873年)
- A Book of American Explorers (1877年)
- Common Sense About Women (1881年)
- Life of Margaret Fuller[3] (「American Men of Letters」シリーズ、1884年)
- A Larger History of the United States of America to the Close of President Jackson's Administration (1885年)
- The Monarch of Dreams (1886年)
- Travellers and Outlaws (1889年)
- The Afternoon Landscape (1889年)、詩と翻訳
- Life of Francis Higginson (『Makers of America』所収、1891年)
- Concerning All of Us (1892年)
- The Procession of the Flowers and Kindred Papers (1897年)
- Tales of the Enchanted Islands of the Atlantic (1898年)
- Cheerful Yesterdays (1898年)[3]
- Old Cambridge (1899年)
- Contemporaries (1899年)
- Henry Wadsworth Longfellow[3] (「American Men of Letters」シリーズ、1902年)
- John Greenleaf Whittier[3] (「English Men of Letters」シリーズ、1902年)
- A Readers History of American Literature (1903年)、1903年にローウェル協会で行われた講演をヘンリー・W・ボイントンが編集したもの
- Part of a Man's Life (1905年)
- Life and Times of Stephen Higginson (1907年)
- Carlyle's Laugh and Other Surprises (1909年)

## 参考
- この記事にはアメリカ合衆国内で著作権が消滅した次の百科事典本文を含む: Chisholm, Hugh, ed. (1911). "Higginson, Thomas Wentworth". Encyclopædia Britannica (英語) (11th ed.). Cambridge University Press.

### 歴史記述
- Muccigrosso, Robert, ed. Research Guide to American Historical Biography (1988) 5:2543-46

### 一次資料
- Meyer, Howard N. (ed.) The Magnificent Activist: The Writings of Thomas Wentworth Higginson (1823–1911). Cambridge: Da Capo Press, 2000. ISBN 0-306-80954-0.